# Parafia św. Jana Pawła II w Brzozówce
Parafia św. Jana Pawła II w Brzozówce – rzymskokatolicka parafia położona w miejscowości Brzozówka. Administracyjnie należy do diecezji włocławskiej, dekanatu lubickiego. 
Parafia została erygowana 25 czerwca 2019. Pierwszym proboszczem został ks. prał. Mirosław Michalak. Parafia została utworzona z terenów należących do dwóch sąsiednich parafii: Lubicz Górny oraz Dobrzejewice. Terytorialnie obejmuje Brzozówkę oraz kilka ulic Głogowa.
Funkcję świątyni pełni kaplica pw. św. Jana Pawła II w Brzozówce.

## Proboszczowie
- ks. prał. Mirosław Michalak (od 2019)